# Velociraptor mongoliensis
Velociraptor mongoliensis (lat. "ladrón veloz de Mongolia") es una especie y tipo del género extinto Velociraptor de dinosaurio terópodo dromeosáurido que vivió hacia finales del período Cretácico, entre 75 a 71 millones de años durante el Campaniaense, en lo que es hoy Asia.
Aunque más pequeño que otros dromeosáuridos como Deinonychus y Achillobator, Velociraptor tenía muchos rasgos anatómicos similares a ellos. Fue un carnívoro bípedo, con una cola larga y rígida, y unas garras grandes con forma de hoz en cada pata, que probablemente le facilitaba el matar a sus presas. A diferencia de otros dromeosáuridos, el velociráptor poseía un cráneo bajo y alargado, y un hocico chato, dirigido hacia arriba. Poseía patas traseras de gran longitud, lo que expresa, al igual que el nombre, su aparente gran velocidad. 
Durante una expedición del Museo Americano de Historia Natural a Acantilados Llameantes, llamados en idioma local Bayn Dzak o Bayanzag, de la Formación Djadochta, Desierto de Gobi de Mongolia, el 11 de agosto de 1923, Peter Kaisen descubrió el  el primer fósil de Velociraptor conocido. Este es un cráneo quebrado y aplastado pero completo, asociado con una de las garras del segundo dedo raptorial de la pata. catalogados como AMNH 6515. A principios de 1924, el presidente del museo Henry Fairfield Osborn mencionó al animal en un artículo, bajo el nombre Ovoraptor djadochtari, no confundir con otro género de nombre parecido, Oviraptor. Pero debido a que el nombre Ovoraptor no había sido publicado en un diario científico o acompañado con una descripción formal, permaneció como inválido. Posteriormente durante ese año, Osborn, designó el cráneo y la garra, que supuso que provenían de la mano, como el espécimen tipo de su nuevo género, Velociraptor. Este nombre se deriva de las palabras latinas velox, de cuyo genitivo, velocis, se refiere a la alimentación carnívora y a la naturaleza de corredor del animal. Este último rasgo resultaba contradictorio con la idea de dinosaurios lentos y poco inteligentes que solía esgrimirse en aquella época. Al mismo tiempo nombró a la especie tipo V. mongoliensis en honor a su país de origen. Debido a lo expuesto, este último es considerado en nombre válido para el género y especie.
Mientras que los científicos estadounidenses fueron mantenidos alejados de Mongolia comunista durante la Guerra Fría, expediciones de científicos soviéticos y polacos, en colaboración con colegas mongoles, desenterraron muchos especímenes de Velociraptor. El más famoso es parte del espécimen "Los Dinosaurios Combatientes", MPC-D 100/25, anteriormente IGM, GIN o GI SPS, descubierto por un equipo polaco-mongol en 1971. El fósil conserva un Velociraptor en batalla contra un Protoceratops. Se considera un tesoro nacional de Mongolia, y en 2000 fue prestado al Museo Americano de Historia Natural de la ciudad de Nueva York para una exposición temporal.
Los paleontólogos Mark A. Norell y Peter J. Makovicky en 1997 describieron especímenes nuevos y abundantemente conservados de V. mongoliensis, entre ellos, MPC-D 100/985 recolectados en la localidad de Tugrik Shireh en 1993, y MPC-D 100/986 recolectados en 1993 en la localidad de Chimney Buttes. El equipo mencionó brevemente otro espécimen, MPC-D 100/982, que en el momento de esta publicación seguía sin ser descrito.
V. mongoliensis fue enciontrado en la formación Djadochta que está separada en un miembro inferior Bayn Dzak y un miembro superior Turgrugyin. V. mongoliensis se conoce de ambos miembros, representados por numerosos especímenes. El miembro de Bayn Dzak, principalmente la localidad de Bayn Dzak, ha producido el oviraptórido Oviraptor philoceratops, el anquilosáurido Pinacosaurus grangeri, protoceratópsido Protoceratops andrewsi y al troodóntido Saurornithoides. El miembro más joven de Turgrugyi, principalmente la localidad de Tugriken Shireh, ha producido el pájaro Elsornis, al dromeosáurido Mahakala omnogovae, al ornitomímido Aepyornithomimus tugrikinensis y protoceratópsido Protoceratops andrewsi.